# ジャン・ピン
ジャン・ピン（Jean Ping、1942年11月24日 - ）は、ガボンの外交官、政治家。2008年4月28日から2012年10月15日までアフリカ連合（AU）委員会委員長。

## 経歴・人物
中国人の父、程志平とガボン人の母から生まれる。オゴウェ・マリティム州出身。
パリ第一大学で経済学国家博士号取得。
1972年よりユネスコに勤務。のち在フランス・ガボン大使館、ユネスコ・ガボン政府代表部勤務、オマール・ボンゴ・オンディンバ大統領の補佐官等を経て1990年以後大臣、政府要職を歴任。
1999年に外相（正式には外務・協力・フランス語圏・地域統合大臣）に就任、2008年まで在職する。オマール・ボンゴ前大統領には最も近い人物のひとりであった（大統領の長女パスカリーヌと結婚したがのち離婚している）。
2004年、中国の胡錦濤主席のアフリカ訪問に尽力。
2008年2月1日、アフリカ連合委員会委員長に選出。
2012年1月、中国が建設したアフリカ連合本部の落成式に出席した。同年10月に退任。
2014年から前大統領の息子で現大統領のアリー・ボンゴ・オンディンバに公然と対立し、2016年8月の大統領選に出馬、5594票差で現職に敗れたとされるが9月初頭の時点で本人は敗北を認めていない。

## 著作
- Mondialisation, paix, démocratie et développement en Afrique : l’expérience gabonaise (ユベール・ヴェドリーヌ序文、フランス語、L’Harmattan刊、2002年)